# Mimegralla talamaui
Mimegralla talamaui är en tvåvingeart som först beskrevs av Meijere 1924.  Mimegralla talamaui ingår i släktet Mimegralla och familjen skridflugor. Inga underarter finns listade i Catalogue of Life.